# Christophorus 9
Christophorus 9 ist die Bezeichnung für den Standort eines Notarzthubschraubers der Berufsrettung Wien und des Christophorus Flugrettungsvereins unter dem Dach des Österreichischen Automobil-, Motorrad- und Touring Clubs. Das Einsatzgebiet des Notarzthubschraubers erstreckt sich neben Wien über das Wiener Umland, das Marchfeld, das Weinviertel und das nördliche Burgenland.
In dem Wiener Gemeindebezirk Meidling wurde im Jahr 1957 eine Flugeinsatzstelle des Bundesministeriums für Inneres eingerichtet. Ab 1991 war dort der von dem Ministerium betriebene Notarzthubschrauber Martin 3 stationiert. Dieser wurde am 1. April 2001 durch den Christophorus 9 ersetzt. Der Stützpunkt befand sich von da an in einer zunächst provisorischen Unterkunft auf dem Gelände des Unternehmens Opel Wien in Aspern, ehe im Mai 2002 der Bau eines Heliports in direkter Benachbarung abgeschlossen wurde. Anfang April 2017 erfolgte der erneute Umzug des Stützpunktes auf das Dach des neu errichteten ÖAMTC-Mobilitätszentrums in der Wiener Baumgasse.
Der Christophorus 9 ist der am höchsten frequentierte Notarzthubschrauber Österreichs. Im Jahr 2015 wurde ein neuer Rekord aufgestellt: Als erster Hubschrauber des Christophorus Flugrettungsvereins wurde der Christophorus 9 zu mehr als 2000 Einsätzen innerhalb eines Jahres alarmiert. Diese Alarmierung erfolgt primär durch die Leitstellen Niederösterreich und Wien. Die Einsatzbereitschaft dauert täglich von 6 Uhr bis spätestens 21:30 Uhr. Der Betrieb erfolgt in Zusammenarbeit mit der Wiener Berufsrettung.
Auch mit der Berufsfeuerwehr Wien besteht vor allem in den Sommermonaten eine besondere Zusammenarbeit, wobei bei Ertrinkungs- und Wasserunfällen in Wien und Umgebung die Taucher der Berufsfeuerwehr Wien vom Hubschrauber an einem definierten Punkt nahe der Feuerwache Leopoldstadt (Taucherstützpunkt) aufgenommen und zum Einsatzort verbracht werden. Das Tauchereinsatzfahrzeug der Berufsfeuerwehr Wien fährt gleichzeitig dem Hubschrauber zum Einsatzort hinterher, um anschließend den Einsatz der Taucher entsprechend zu unterstützen. Die Taucher können am Einsatzort direkt aus dem Helikopter ins Wasser springen, dadurch wird wertvolle Zeit gewonnen. Allerdings setzt diese Einsatztaktik eine Einsatzbereitschaft ausschließlich des Christophorus 9 und sonst keinem anderen Notarzthubschrauber voraus, da nur die Crew dessen auf dieses spezielle Manöver trainiert ist.
Die eingesetzte Maschine des Typs H135 wird aus dem Flottenpool des Christophorus Flugrettungsvereins gestellt und wird je nach Wartungsbedarf regelmäßig durch eine andere baugleiche Maschine ersetzt.